# Naturschutzgebiet Holzhanensiepen mit angrenzenden Hangbuchenwäldern
Das Naturschutzgebiet Holzhanensiepen mit angrenzenden Hangbuchenwäldern mit einer Flächengröße von 7,7 ha liegt nordöstlich von Bruchhausen im Stadtgebiet von Arnsberg im Hochsauerlandkreis. Es wurde 2021 mit dem Landschaftsplan Arnsberg durch den Kreistag des Hochsauerlandkreises als Naturschutzgebiet (NSG) ausgewiesen. Von 1998 bis 2021 war das heutige NSG Teil vom Landschaftsschutzgebiet Arnsberg. Das NSG grenzt im Süden direkt an einen Autobahnrastplatz der Bundesautobahn 46.

## Gebietsbeschreibung
Im NSG befinden sich ein Buchenwald mit starkem Baumholz und naturnahe Abschnitte des Holzhanensiepens. Der Holzhanensiepen ist voll beschattet und fließt auf steinigem, teils schlammigem Untergrund. Teilweise fließt der Bach in Mäandern und wird nur streckenweise von etwas Erlenauwald begleitet.

## Spezielle Schutzzwecke
Laut Landschaftsplan erfolgte die Ausweisung zu:
- „Schutz, Erhaltung und Entwicklung naturnaher Laubwaldbestände und ihrer Lebensgemeinschaften;“
- „Erhaltung und Entwicklung eines großflächigen Biotopverbundes naturnaher Waldlebensräume in einer von Nadelholzforsten dominierten Waldlandschaft;“
- „Schutz, Erhaltung und Entwicklung naturnaher Mittelgebirgsbachauen(-abschnitte) als Trittstein- und Verbundbiotope in einem von Nadelwald dominierten Waldgebiet.“
- „Das NSG dient auch der nachhaltigen Sicherung von besonders schutzwürdigen Lebensräumen nach § 30 BNatSchG.“[1]